# Corgatha tenuilineata
Corgatha tenuilineata là một loài bướm đêm trong họ Erebidae.